# Pozzomaggiore
Pozzomaggiore é uma comuna italiana da região da Sardenha, província de Sassari, com cerca de 2.984 habitantes. Estende-se por uma área de 79 km², tendo uma densidade populacional de 38 hab/km². Faz fronteira com Bosa (NU), Cossoine, Mara, Padria, Semestene, Sindia (NU), Suni (NU).

## Demografia
| Variação demográfica do município entre 1861 e 2011                               |
|                                                                                   |
| Fonte: Istituto Nazionale di Statistica (ISTAT) - Elaboração gráfica da Wikipedia |